# Nicos Zographos

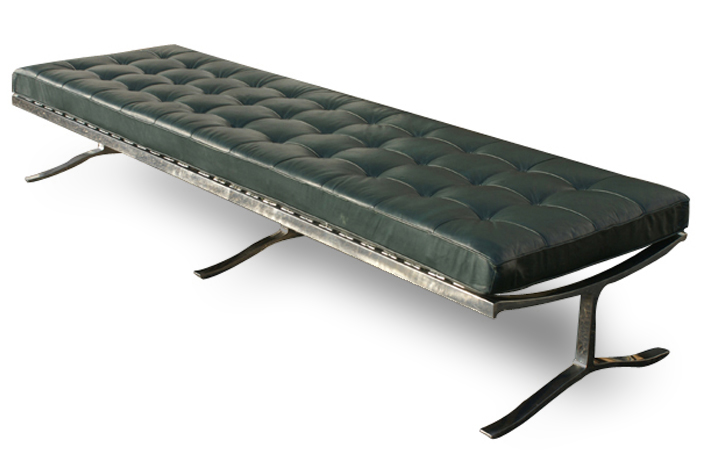
Von Zographos in den 1960ern entworfene Bank

Nicos Zographos (griechisch Νίκος Ζωγράφος; * 1931 in Athen) ist ein in New York lebender Möbeldesigner und Unternehmer.

## Biografie
Zographos studierte an der University of Iowa, von 1957 bis 1962 war er als Möbeldesigner im renommierten Architekturbüro Skidmore, Owings and Merrill tätig. 1964 gründete er die Möbelfirma Zographos Designs Ltd. und produziert hauptsächlich für hochwertige Objektausstattungen.

## Die Möbel
Zographos fühlt sich der klassischen Moderne verbunden und ist selbst in der Postmoderne nicht davon abgerückt. Die Möbel sind häufig eine Weiterentwicklung von alten Bauhausentwürfen, greifen subtil auch auf Proportionen der griechischen Klassik zurück. Architekten wie Walter Gropius, Philip Johnson oder Ieoh Ming Pei haben ihre Objekte mit Möbeln von Zographos ausstatten lassen. Einige Unternehmen ließen, als Bestandteil ihres Corporate Designs, Möbel entwerfen und fertigen. Mehrere Banken gehören zu seinen Kunden, wie die UBS, Citibank, Bank of China, American Express u. a. Gegenwärtig erreichen besonders Einzelstücke aus den 1960er Jahren auf Auktionen hohe Preise, der Glastisch TA35G und der Stahlrohrstuhl CH66 befinden sich in der ständigen Ausstellung des Museum of Modern Art in New York.